# Latridopsis ciliaris
Latridopsis ciliaris és una espècie de peix pertanyent a la família dels làtrids.
Pot arribar a fer 80 cm de llargària màxima (normalment, en fa 63). És un peix marí, demersal i de clima temperat (27°S-43°S).
Es troba al Pacífic sud-occidental: Nova Zelanda i el sud d'Austràlia. És inofensiu per als humans i la seua esperança de vida és de 33 anys.